# Мундыбашское городское поселение
Мундыба́шское городско́е поселе́ние — муниципальное образование в Таштагольском районе Кемеровской области. Административный центр — посёлок городского типа Мундыбаш.

## История
Мундыбашское городское поселение образовано 17 декабря 2004 года в соответствии с Законом Кемеровской области № 104-ОЗ.

## Экономика
Железная дорога (станция Мундыбаш и о.п. 467 км( транспортный хаб),о.п Подкатунь, 461 км, 472 км, аглофабрика (с1932), месторождения облицовочных туфов, рудники Тельбес (1932-1948) и Одрабаш (1948-1960)

## Население
| 2009  | 2010  | 2011  | 2012  | 2013  | 2014  | 2015  |
| ----- | ----- | ----- | ----- | ----- | ----- | ----- |
| 5578  | ↘5133 | ↘5111 | ↘4962 | ↘4932 | ↘4854 | ↘4805 |
| 2016  | 2017  | 2018  | 2019  | 2020  | 2021  |       |
| ↘4704 | ↘4614 | ↘4498 | ↘4357 | ↘4250 | ↘4222 |       |

## Состав городского поселения
| № | Населённый пункт | Тип населённого пункта      | Население |
| - | ---------------- | --------------------------- | --------- |
| 1 | Мундыбаш         | пгт, административный центр | ↘4188     |
| 2 | Подкатунь        | посёлок                     | 17        |
| 3 | Тельбес          | посёлок                     | ↘19       |